# Békefi Viktória
Békefi Viktória (Budapest, 1993. április 25. –) magyar színésznő, énekesnő. 
A Sztárban sztár leszek! első évadjának győztese.

## Életpályája
1999-2007 között a szigetszentmiklósi József Attila Általános Iskola, 2007-2011 között az Egressy Béni Zeneművészeti Szakközépiskola és Gimnázium tanulója volt. 
A Wienna Conservatorium Színész szakának elvégzése után Színész II. minősítést kapott. 
2009-2016 között a Sziget Színház, mellette 2012-2016 között a Nemzeti Lovas Színház előadásaiban szerepelt.
2014-ben közreműködött a Szabadságkoncerten, az Omega blokkjában.[forrás?]
2016-tól szabadúszó. Több szerepet játszik a TBG Production musicaljeiben, a Soproni Petőfi Színházban, a Szép Ernő Színházban, a Westend színházban, a Gergely Theáterben, a Zentai Magyar Kamaraszínház vendégművésze.
2019-ben a Madách Színházban szerepet kapott a Mamma Mia! és a Once/Egyszer musicalekben és azóta számos musicalben.
2020 óta a szinkronizálás világába is belecsöppent. Hangját már több mesében és filmben hallhatja a közönség.
2019-ben megnyerte a TV2 Sztárban sztár leszek! című műsorának első évadát.
2021-ben párjával Feng Ya Ouval duó formációban is megjelentek a Tűz, az Egész évben ölelnélek és a Szembeszél című duettjükkel és számos mash-up feldolgozással. 
2023-ban Ferenc pápa Rózsák terén tett látogatásakor érkezése tiszteletére énekelt a Szent Erzsébet, a szerelem szentje – Az ég tartja a földet című (általa is játszott) musicalből egy dalt.  

## Magánélete
2020 elején jelentette be, hogy párja Feng Ya Ou Ferenc énekes.
2022-ben összeházasodtak, első gyermekük 2023-ban született.

## Fontosabb színházi szerepei
- Pozsgai Zsolt – Omega együttes: Gyöngyhajú lány balladája / Kriszta
- Pozsgai Zsolt – Gömöry Zsolt: Cinderella / Hamupipőke
- Sebestyén Áron – Egressy Zoltán – Müller Péter Sziámi: Tesla musical / Szigeti Adél
- Sebestyén Áron – Egressy Zoltán – Müller Péter Sziámi: Vadak ura / Azuka
- Zsuffa Tünde – Szikora Róbert – Lezsák Sándor: Az ég tartja a Földet / Szent Erzsébet
- Szarka Gyula – Szálinger Balázs: Zenta 1697 / Hajós Anna, Julie Fayol
- Szomor György – Valla Attila – Szurdi Miklós: Diótörő és Egérkirály / Marika, Mantonate
- Szomor György – Miklós Tibor: Robin Hood / Lady Marian
- Dumas – Szomor -Pozsgai: Monte Cristo Grófja / Mercedes, Haydée
- Enda Walsh – Glen Hansard – Once/ Egyszer: Reza
- Szemenyei János – Győrei Zsolt Vuk / Tojó
- Derzsi György Meskó Zsolt: A tizenötödik / Majthényi Zsófia

## Filmjei
- Magyar Golgota (2021)